# Іванча (Великотирновська область)
Іва́нча (болг. Иванча) — село у Великотирновській області Болгарії. Входить до складу общини Польський Тримбеш.

## Населення
За даними перепису населення 2011 року у селі проживали 465 осіб.
Національний склад населення села:
| Національність   | Кількість осіб | Відсоток |
| ---------------- | -------------- | -------- |
| болгари          | 441            | 98,0%    |
| не визначились   | 8              | 1,8%     |
| Всього відповіли | 450            |          |

Розподіл населення за віком у 2011 році:
Динаміка населення: